# آب‌پریا
آب‌پریا یک مجموعهٔ تلویزیونی ایرانی به کارگردانی مرضیه برومند در ژانر کمدی، فانتزی است که در سال ۱۳۹۲ از شبکه دو سیما پخش شده است.
به‌گفتهٔ مرضیه برومند در این مجموعه حجم بالایی از جلوه‌های ویژه تصویری استفاده شده است. آب‌پریا برای گروه سنی کودک و نوجوان تهیه شده است. این مجموعهٔ تلویزیونی که داستان آن به محیط‌زیست می‌پردازد در لوکیشن‌های متفاوت و در شهرهای مختلف با آب‌وهوای گوناگون و متنوع فیلم‌برداری شده است. آب پریا نوروز سال ۱۳۹۲ از شبکهٔ ۲ سیما پخش شد. مرضیه برومند کارگردان این فیلم به خاطر شرایط نامناسب پخش این سریال از صداوسیما انتقاد کرد.
هنگامه مفید، بهناز جعفری، سحر ولدبیگی، امیرحسین صدیق، حسن دادشکر، لیلی رشیدی، امیررضا میرآقا، سروش مردانی، گیتی معینی، پاشا رستمی، شیلان رحمانی، توران یاقوتی، عبدالرضا زهره کرمانی، بهرام شاه‌محمدلو و سپیده صیفوری از جمله بازیگرانی هستند که در این سریال به ایفای نقش می‌پردازند.

## خلاصهٔ داستان
هر سال، روز سیزده‌به‌در، ابرپری، سبزپری، و آب‌پری در خانهٔ خواهر بزرگترشان برف‌پری دور هم جمع می‌شوند، آش چل‌دانه چل‌گیاه می‌خورند، گل می‌گویند و گل می‌شنوند و درد و دل می‌کنند. اما امسال آب‌پری در چنگال اَپوش دیو خشک‌سالی گرفتار شده و پیش آنها نیامده. سه خواهر بزرگ‌تر برای نجات آب‌پری به زمین می‌آیند و در این مسیر با افراد مختلف و جدیدی برخورد می‌کنند.

## بازیگران
| بازیگر         | نقش               |
| -------------- | ----------------- |
| بهناز جعفری    | ابرپری            |
| سحر ولدبیگی    | سبزپری            |
| هنگامه مفید    | برف‌پری            |
| لیلی رشیدی     | رشک‌پری            |
| آوا درویشی     | آب‌پری             |
| امیرحسین صدیق  | استاد منوچهر بهار |
| سیامک صفری     | اپوش              |
| امیررضا میرآقا | فیروز             |
| سحر دولت‌شاهی   | سمیرا             |
| شبنم فرشادجو   | ناهید             |
| پاشا رستمی     | عماد              |
| رضا یزدانی     | باد صبا           |
| کاوه توکلی     | کوروش             |
| گردآفرید مفید  | بی‌بی آب‌پری        |
| سروش مردانی    | سینا              |
| روح‌الله مفیدی  | اوستا حبیب        |
| نیما فلاح      | مهندس خسرو خاکسار |
| افشین هاشمی    | مهندس مهران       |